# Raymond Pozo
Ramón Figueroa Pozo, más conocido como Raymond Pozo (Jamey, San Cristóbal, 8 de agosto de 1969), es un comediante, actor y presentador de televisión dominicano. También es conocido como "El rey de los trabalenguas".

## Biografía
Procedente de Jamey, San Cristóbal, República Dominicana, donde se ganaba la vida limpiando zapatos, vendiendo pan, maní, cebolla, como sastre, manejando un triciclo y una carretilla. Raymond, quien se hace llamar él mismo «el payaso de la familia», es hijo de Cristina Pozo y Pedro Figueroa, un maestro constructor, y quien además tiene nueve hermanos.
Después de tocar puertas en busca de una oportunidad, en 1989 Pozo inició participando en un festival humorístico organizado por el humorista y empresario dominicano René Fiallo.
Comenzó a hacer humor durante los años 1990 en un programa de sketch llamado Caribe Show junto a un grupo de comediantes (donde conoció a su eventual compañero inseparable Miguel Céspedes), que luego se convertirían en estrellas de la comedia en el país.
Ha pasado por varios programas televisivos como: El show de los Árabes, Caribe show, La opción de las 12, Quédate ahí, Atrapados, Titirimundaty y Tremenda Opción del Sábado (Producido por la productora chilena Atiempo y la productora dominicana Dimensión Digital en asociación con la productora Pájaro y Hanna Barbera Cartoons).
Raymond se dio a conocer con el personaje de «El Hermano Tazo», el cual se identificó por hacer trabalenguas, además de sus presentaciones en donde realizaba unas series de parodia y comedias con Sincronía de labios que se realizaban en el estudio de grabación del productor musical Henry Rafael Acevedo conocido como «Henry Fuerza Delta».
Actualmente produce y conduce el programa A reír con Miguel y Raymond que se transmite por Color Visión.

## Filmografía
| Año  | Título                          | Personaje            |
| ---- | ------------------------------- | -------------------- |
| 2003 | Perico Ripiao                   | Francisco            |
| 2004 | Relatos de Miky Bretón          | ¿?                   |
| 2005 | La maldición del padre Cardona  | Cachica              |
| 2007 | Camino Malo                     | ¿?                   |
| 2008 | Al fin y al cabo                | Cabo Azulado         |
| 2009 | Cristiano de la Secreta         | Eddy                 |
| 2011 | Lotoman                         | Modesto              |
| 2012 | Lotoman 2.0                     | Modesto              |
| 2013 | Mi Testimonio                   | Él mismo             |
| 2014 | Lotoman 003                     | Modesto              |
| 2014 | Torrente 5: Operación Eurovegas | Vendedor en la playa |
| 2015 | Tubérculo Gourmet               | Tubérculo Gourmet    |
| 2016 | Tubérculo Presidente            | Tubérculo Gourmet    |
| 2017 | Colao                           | Rafael               |
| 2017 | Luis                            | Abogado              |
| 2018 | Hermanos                        | José / Juan Julio    |
| 2018 | Qué León                        | Camilo               |
| 2019 | Los Leones                      | Camilo               |
| 2021 | La Vida de los Reyes            | Él mismo             |
| 2023 | Colao 2                         | Rafael               |

## Reconocimientos
- Raymond Pozo ha ganado varios premios Casandra junto a su compañero Miguel Céspedes, ambos en el ámbito del humor.
- Él y Miguel Céspedes fueron coronados como «los nuevos reyes del humor» por los legendarios humoristas dominicanos Freddy Beras-Goico, Cuquín Victoria y Felipe Polanco «Boruga».[6]

## Filantropía
Pozo, junto a su compañero Miguel Céspedes, tienen una fundación que ayuda a costearles los estudios a niños de escasos recursos procedentes de sus respectivos barrios.[cita requerida]